# Shikumen

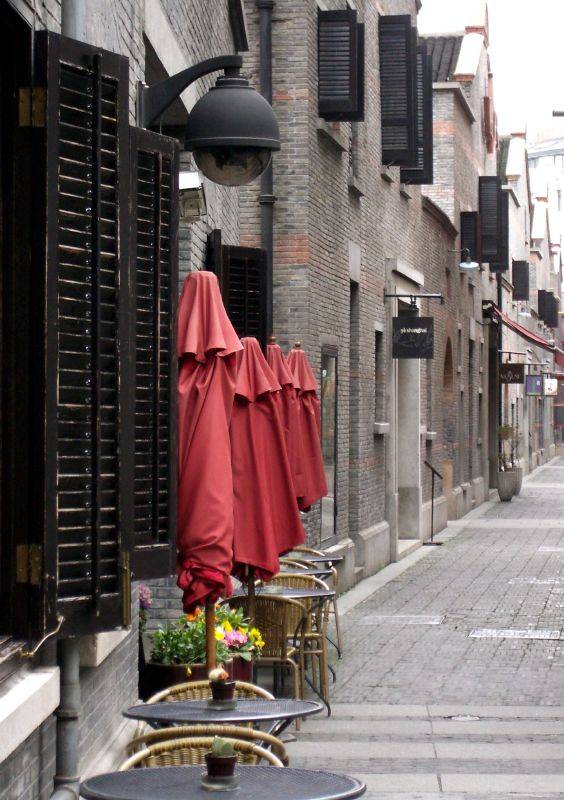
Odnowione shikumeny w Xintiandi

Shikumen (chin. upr. 石库门, chin. trad. 石庫門, pinyin shíkùmén) – forma budownictwa mieszkalnego, powstała w Szanghaju w drugiej połowie XIX w. charakteryzująca się połączeniem elementów zachodnich i wschodniochińskich. Są to miejskie domy o dwóch lub trzech kondygnacjach, oddzielone od ulicy murem z bramą, tradycyjnie obramowaną blokami kamiennymi, stąd nazwa samych budynków, dosłownie "kamienna brama". Posiadają wewnętrzny dziedziniec, stanowiący oazę spokoju kontrastującą z ruchliwą ulicą i pozwalający na wentylację domostw.  Poszczególne budynki stykają się ze sobą, tworząc proste uliczki, zwane lòngtáng (弄堂). Przed drugą wojną światową shikumeny stanowiły ponad 60% zabudowy mieszkalnej Szanghaju, ocenia się, że około 80% mieszkańców żyło w tego typu domostwach.